# Samsung Galaxy J7 (2017)
Samsung Galaxy J7 (2017) (также известный как Galaxy J7 Pro) - Android-смартфон, произведённый, выпущенный и продаваемый Samsung Electronics. Он был представлен и выпущен в июне 2017 года вместе с Samsung Galaxy J3 (2017). Он является приёмником Samsung Galaxy J7 (2016).

## Технические характеристики

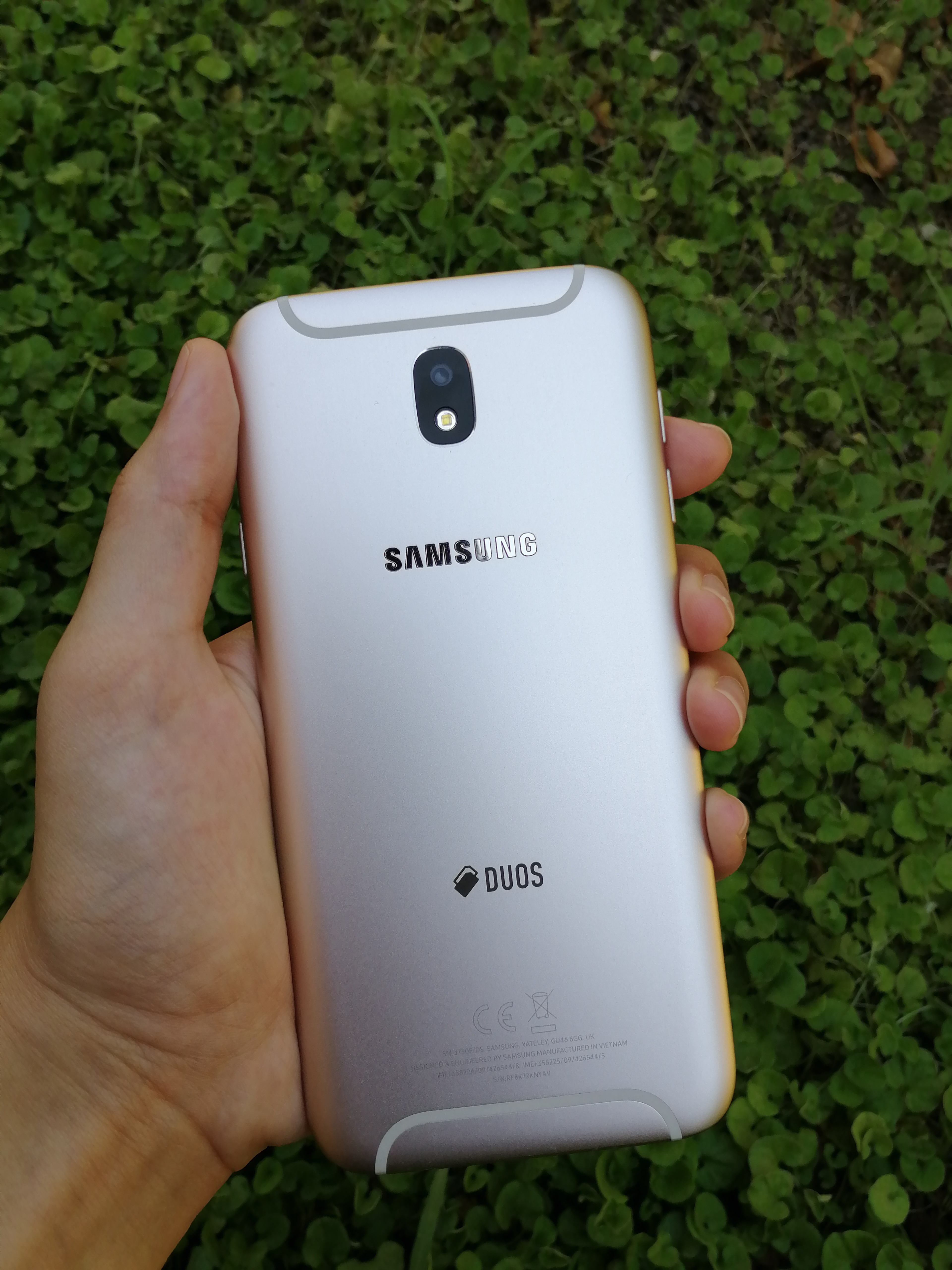
Полностью металлический дизайн (золотой цвет)

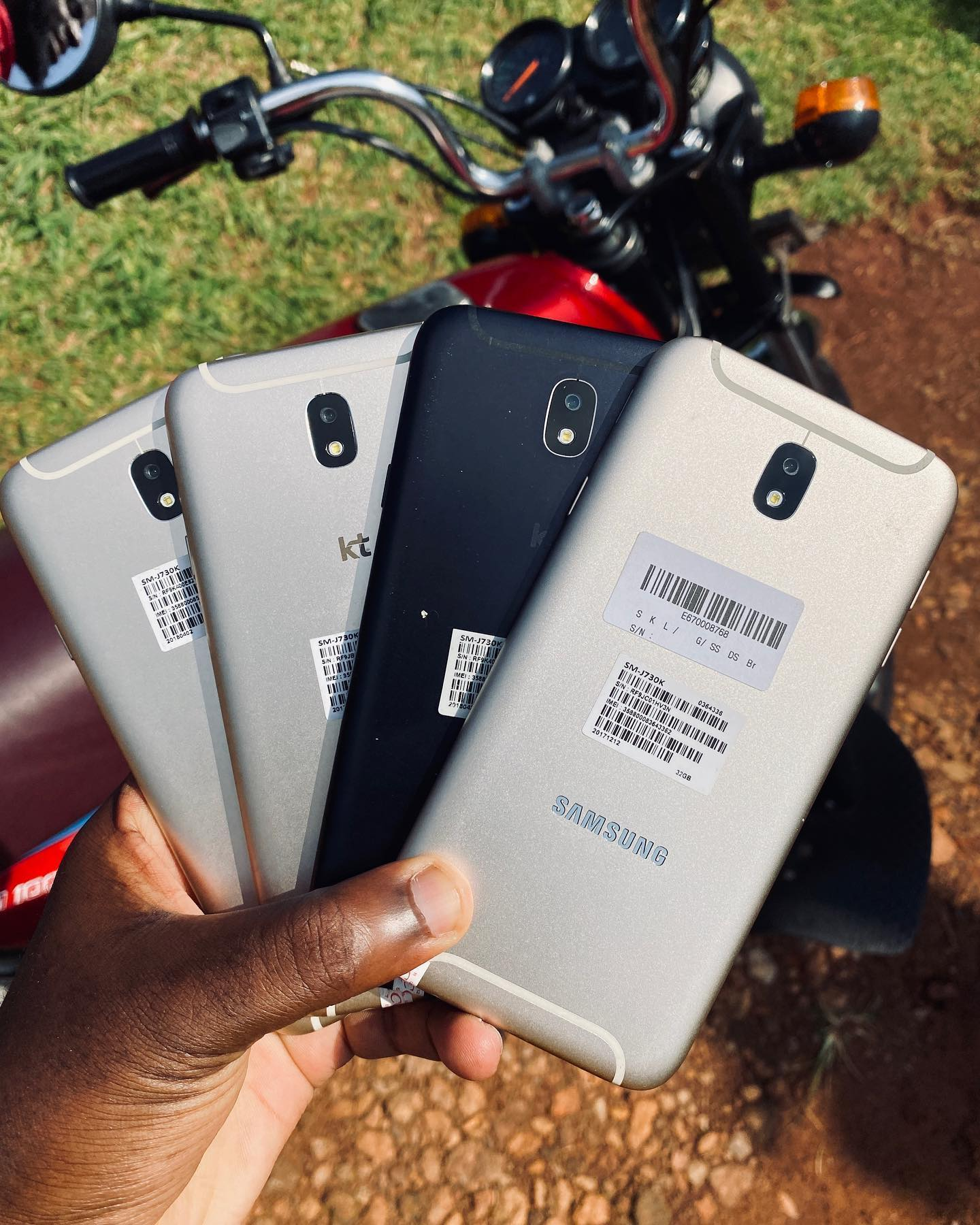
Samsung Galaxy J7 Pro (черно-золотой)

### Аппаратное обеспечение
J7 работает на базе Exynos 7870 SoC, включающий 1,6 ГГц восьмиядерный ARM Cortex-A53 CPU, Mali-T830MP1 GPU и 3 ГБ RAM. Он поставляется с 16, 32 или 64 ГБ встроенной памяти, которая расширяется до 256 ГБ с помощью microSD. Телефон также является вторым телефоном серии J (после J5 (2017), который оснащен датчиком отпечатков пальцев и Samsung Pay.
Он оснащен 5,5-дюймовым Full HD Super AMOLED экраном с функцией постоянного включения и литий-ионным аккумулятором емкостью 3600 mAh..

### Программное обеспечение
Первоначально J7 поставлялся с Android 7.0 "Nougat" с пользовательским интерфейсом Samsung Experience, и может быть обновлен до 9 "Pie" с One UI. Он поддерживает VoLTE с dual SIM и поддержкой 4G. Он также поддерживает Samsung Knox и Samsung Pay..

## Внешние ссылки
samsung.com/in/smartphones/galaxy-j7-pro-j730gm/SM-J730GZDWINS/ — официальный сайт Samsung Galaxy J7